# Campionati europei di atletica leggera indoor 1988 - 3000 metri piani maschili
I 3000 metri piani si sono tenuti il 5 e il 6 marzo 1988 presso lo Sportcsarnok di Budapest, in Ungheria.

## Risultati

### Batterie
Qualificazione: i primi due di ogni batteria (Q) e gli 8 seguenti migliori tempi (q) vanno alla Finale.

#### Batteria 1
Sabato 5 marzo 1988.
| Posizione | Corsia | Nome                    | Nazionalità | Tempo   | Note |
| --------- | ------ | ----------------------- | ----------- | ------- | ---- |
| 1         | -      | Ranieri Carenza         | Italia      | 8'18"31 | Q    |
| 2         | -      | José Luís González      | Spagna      | 8'18"67 | Q    |
| 3         | -      | Gábor Markó             | Ungheria    | 8'19"39 | q    |
| 4         | -      | Mike Hawkins            | Regno Unito | 8'20"32 | q    |
| 5         | -      | Panayotis Fotiou        | Grecia      | 8'26"42 |      |
| 6         | -      | Yorick Van Der Kerkhove | Belgio      | 8'32"49 |      |

#### Batteria 2
| Posizione | Corsia | Nome               | Nazionalità      | Tempo   | Note |
| --------- | ------ | ------------------ | ---------------- | ------- | ---- |
| 1         | -      | Markus Hacksteiner | Svizzera         | 8'07"51 | Q    |
| 2         | -      | Mário Silva        | Portogallo       | 8'07"54 | Q    |
| 3         | -      | Mikhail Dasko      | Unione Sovietica | 8'07"57 | q    |
| 4         | -      | Mogens Guldberg    | Danimarca        | 8'07"69 | q    |
| 5         | -      | Nick O'Brien       | Irlanda          | 8'07"75 | q,   |
| 6         | -      | Radim Kunčický     | Cecoslovacchia   | 8'10"73 | q    |
| 7         | -      | Anacleto Jiménez   | Spagna           | 8'11"41 | q    |
| 8         | -      | Béla Vágó          | Ungheria         | 8'11"69 | q,   |

### Finale
| Record mondiale       | Emiel Puttemans | 7'39"2 m | Berlino Ovest   | 18 febbraio 1973 |
| Record dei Campionati | Markus Ryffel   | 7'44"43  | Vienna          | 25 febbraio 1979 |
| Capolista stagionale  | Brian Abshire   | 7'41"57  | East Rutherford | 13 febbraio 1988 |

Domenica 6 marzo 1988.
| Pos.    | Corsia | Atleta             | Età | Nazione          | Tempo   | Note                          |
| ------- | ------ | ------------------ | --- | ---------------- | ------- | ----------------------------- |
| Oro     | -      | José Luís González | 22  | Spagna           | 7'55"29 |                               |
| Argento | -      | Markus Hacksteiner | 26  | Svizzera         | 7'56"04 |                               |
| Bronzo  | -      | Mikhail Dasko      | 20  | Unione Sovietica | 7'56"51 | Miglior prestazione personale |
| 4       | -      | Mogens Guldberg    | 26  | Danimarca        | 7'57"68 |                               |
| 5       | -      | Mike Hawkins       | 25  | Regno Unito      | 7'58"42 |                               |
| 6       | -      | Mário Silva        | 27  | Portogallo       | 7'58"95 |                               |
| 7       | -      | Anacleto Jiménez   | 20  | Spagna           | 7'59"25 |                               |
| 8       | -      | Ranieri Carenza    | 24  | Italia           | 8'03"18 | Miglior prestazione personale |
| 9       | -      | Nick O'Brien       | 22  | Irlanda          | 8'13"73 |                               |
| 10      | -      | Gábor Markó        | 22  | Ungheria         | 8'15"34 |                               |
| 11      | -      | Béla Vágó          | 22  | Ungheria         | 8'17"72 |                               |
| 12      | -      | Radim Kunčický     | 22  | Cecoslovacchia   | dq, dnf |                               |